# Miss USA (2010-es évek)

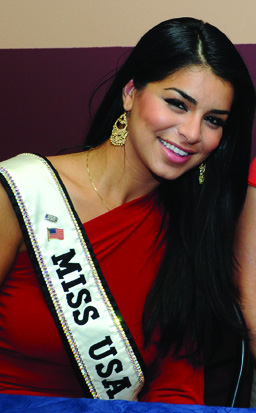
Rima Fakih, Miss USA 2010

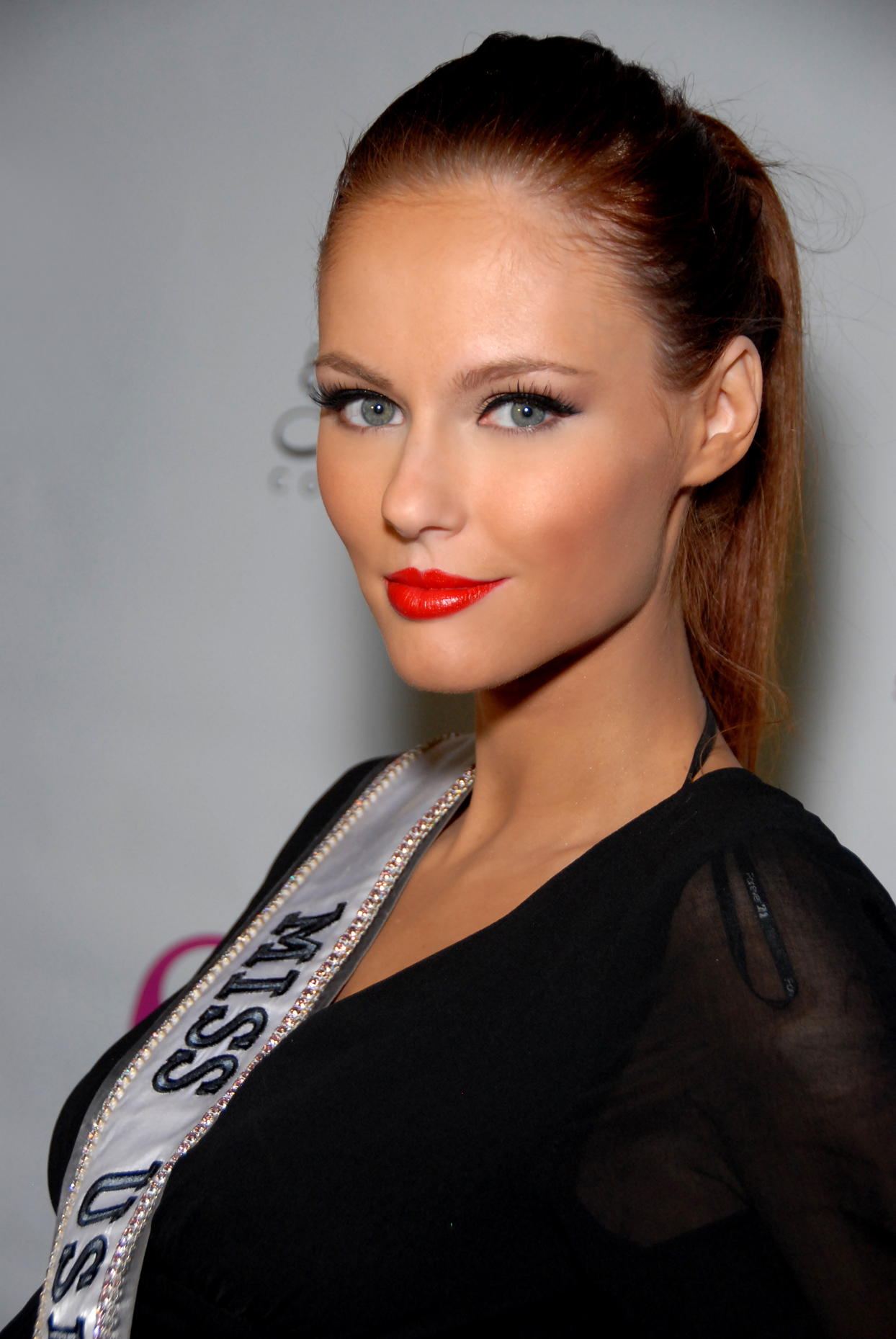
Alyssa Campanella, Miss USA 2011

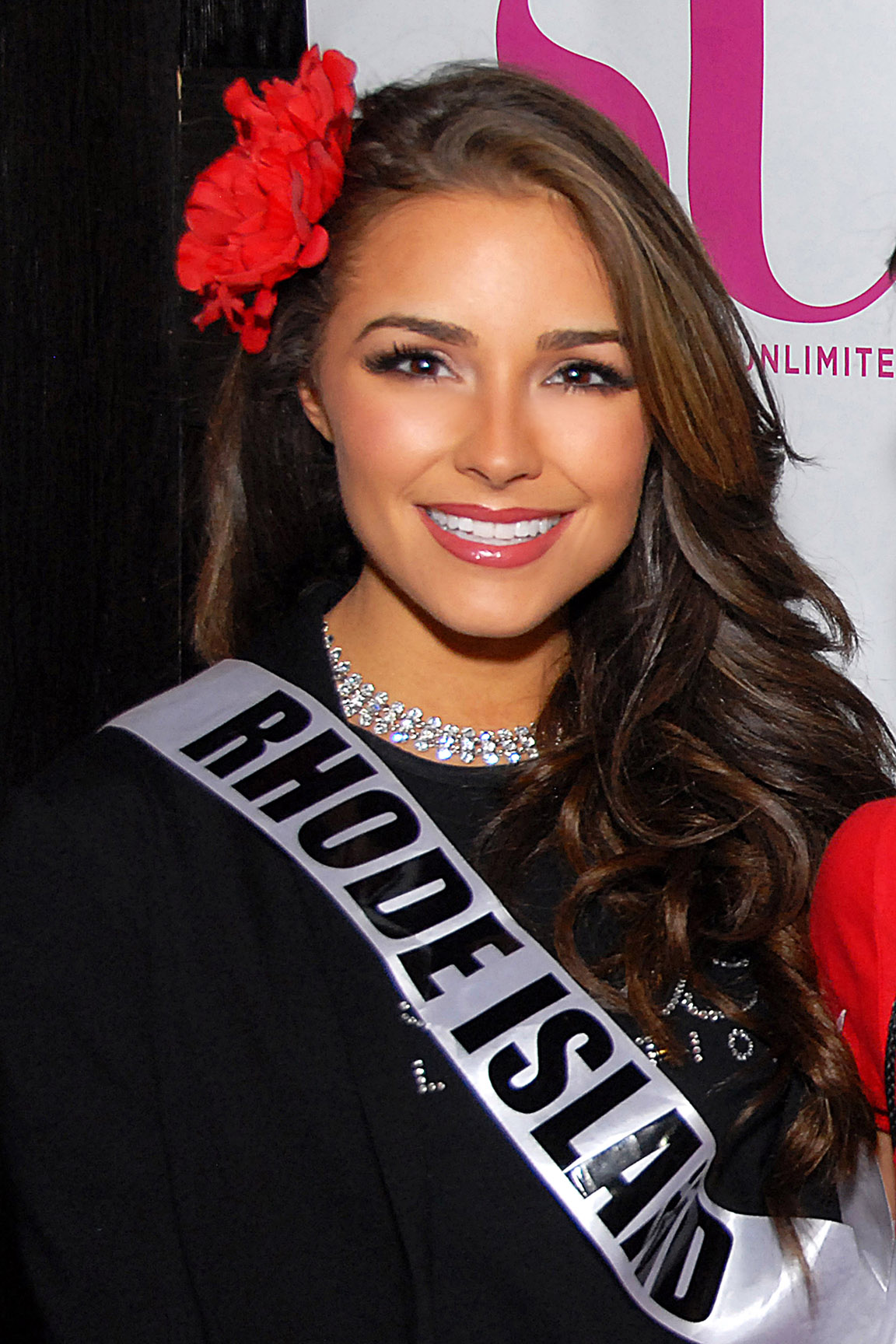
Olivia Culpo, Miss USA 2012 és Miss Universe 2012

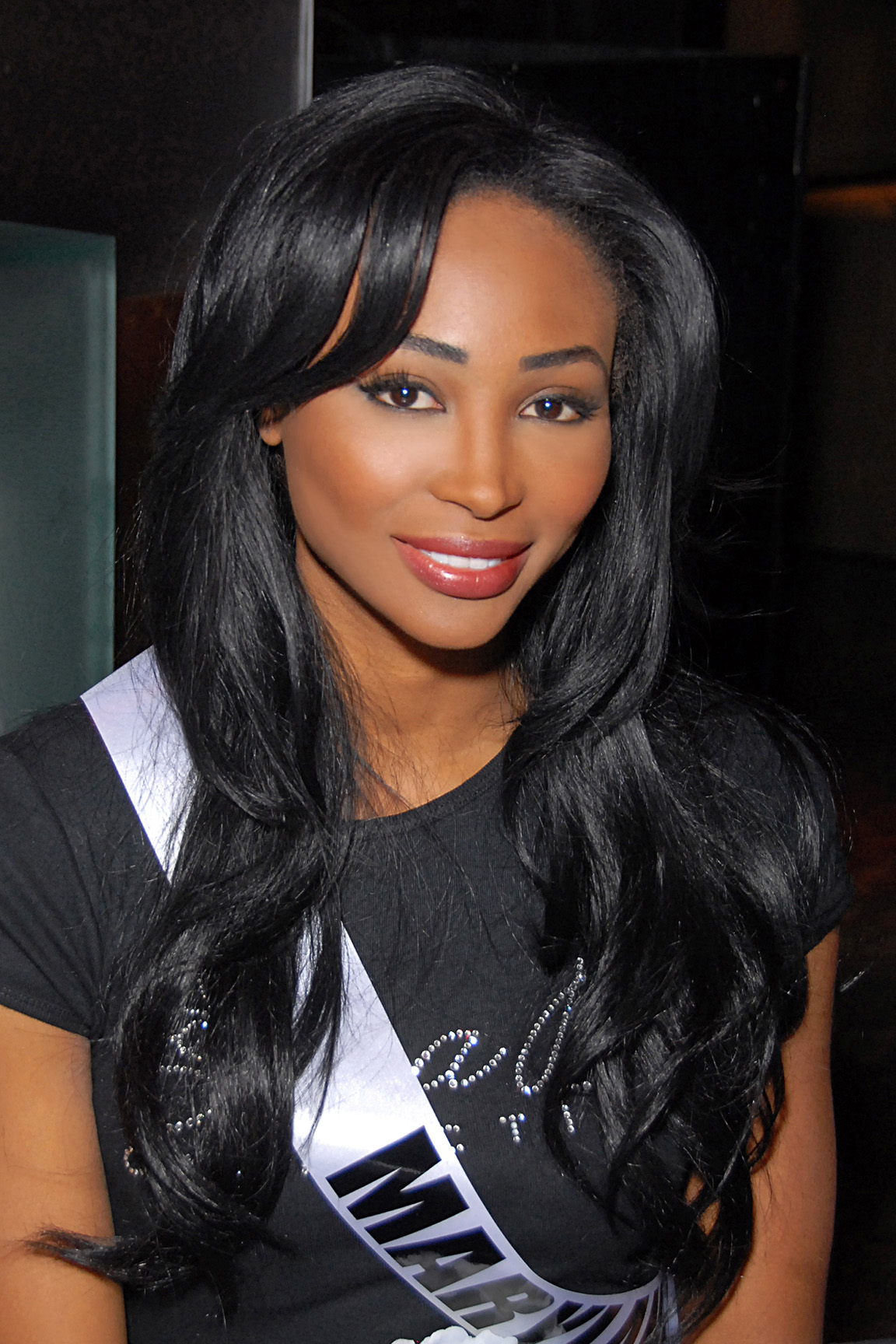
Nana Meriwether, Miss USA 2012

A Miss USA egy évenkénti megrendezésű szépségverseny az Egyesült Államokban. Célja, hogy amerikai versenyzőt delegáljon a Miss Universe versenyre. Ebben a cikkben a Miss USA 2010-es évekbeli versenyeiről olvashat információkat.
A 2010-es években eddig 3 versenyt tartottak meg, 2010-ben, 2011-ben és 2012-ben. A 2010-es versenyt – a verseny történetében először – arab (libanoni) származású versenyző nyerte meg, Rima Fakih. A 2011-es verseny győztese, Alyssa Campanella 2007-ben második helyezett volt a szintén a Miss USA szervezői által rendezett Miss Teen USA (Miss Tini USA) versenyen.
Fakih a Miss Universe 2010 versenyen nem jutott be legjobb 15 közé, ami utoljára 2002-ben fordult elő. Campanella a legjobb 16 közé került a 2011-es világversenyen. 2012-ben Culpo megnyerte a Miss Universe 2012 versenyt, ezért a verseny után a Miss USA 2012 második helyezettje, Nana Meriwether lett az új Miss USA 2012.
A Miss USA versenyen minden egyesült államokbeli állam képviseli magát, így a döntőn résztvevők száma mindig azonos, 51 fő.

## Győztesek
A Miss USA verseny győztesei a 2010-es években, a Miss Universe versenyen elért helyezésükkel.
| Év   | Helyszíne         | Időpont          | Név               | Állam        | Életkor | Magasság | Helyezés |
| ---- | ----------------- | ---------------- | ----------------- | ------------ | ------- | -------- | -------- |
| 2010 | Las Vegas, Nevada | 2010. május 16.  | Rimah Fakih       | Michigan     | 24      | 173      | -        |
| 2011 | Las Vegas, Nevada | 2011. június 19. | Alyssa Campanella | California   | 21      | 174      | Top 16   |
| 2012 | Las Vegas, Nevada | 2012. június 3.  | Olivia Culpo      | Rhode Island | 20      | 165      | győztes  |
| 2012 | Las Vegas, Nevada | 2012. június 3.  | Nana Meriwether   | Maryland     | 27      |          |          |

## 2010
A 2010-es verseny döntőjét, mely az 59. volt a verseny történetében, május 16-án rendezték meg a nevadai Las Vegasban, a Planet Hollywood Resort and Casinóban. A 2009-es győztes, Kristen Dalton adta át koronáját az új győztesnek, Rima Fakihnak. Fakih személyében Michigan harmadszor nyerte meg a versenyt 1990 és 1993 után. A döntőt élőben közvetítette a verseny egyik tulajdonosa, az NBC tévétársaság.
Az elődöntőt május 12-én tartották, és a verseny történetében először interneten, élőben lehetett nézni. Az elődöntőről 15-en jutottak tovább, nevüket a döntőn hirdették ki.
A show műsorvezetői Curtis Stone és Natalie Morales voltak. A fürdőruhás bemutató során a Boys Like Girls együttes, míg az estélyi ruhás forduló alatt Trace Adkins zenélt.
A verseny végeredménye vitatott volt, mivel többen úgy vélték, a második helyezettként végzett Morgan Woolard azért nem nyert, mert az utolsó körben, melyben a versenyzőknek egy kérdésre kell válaszolniuk, megvédte Arizona igen szigorú illegális bevándorlás elleni törvényét, mely törvény egyes vélemények szerint alkalmas a faji megkülönböztetésre is.
A Miss USA 59 éves története során Fakih volt a negyedik olyan versenyző, akinek később nem sikerült továbbjutnia a Miss Universe nemzetközi döntőn.

### Eredmények

#### Végeredmény
| Végeredmény   | Versenyző |
| ------------- | --- |
| Miss USA 2010 | - Michigan – Rima Fakih |

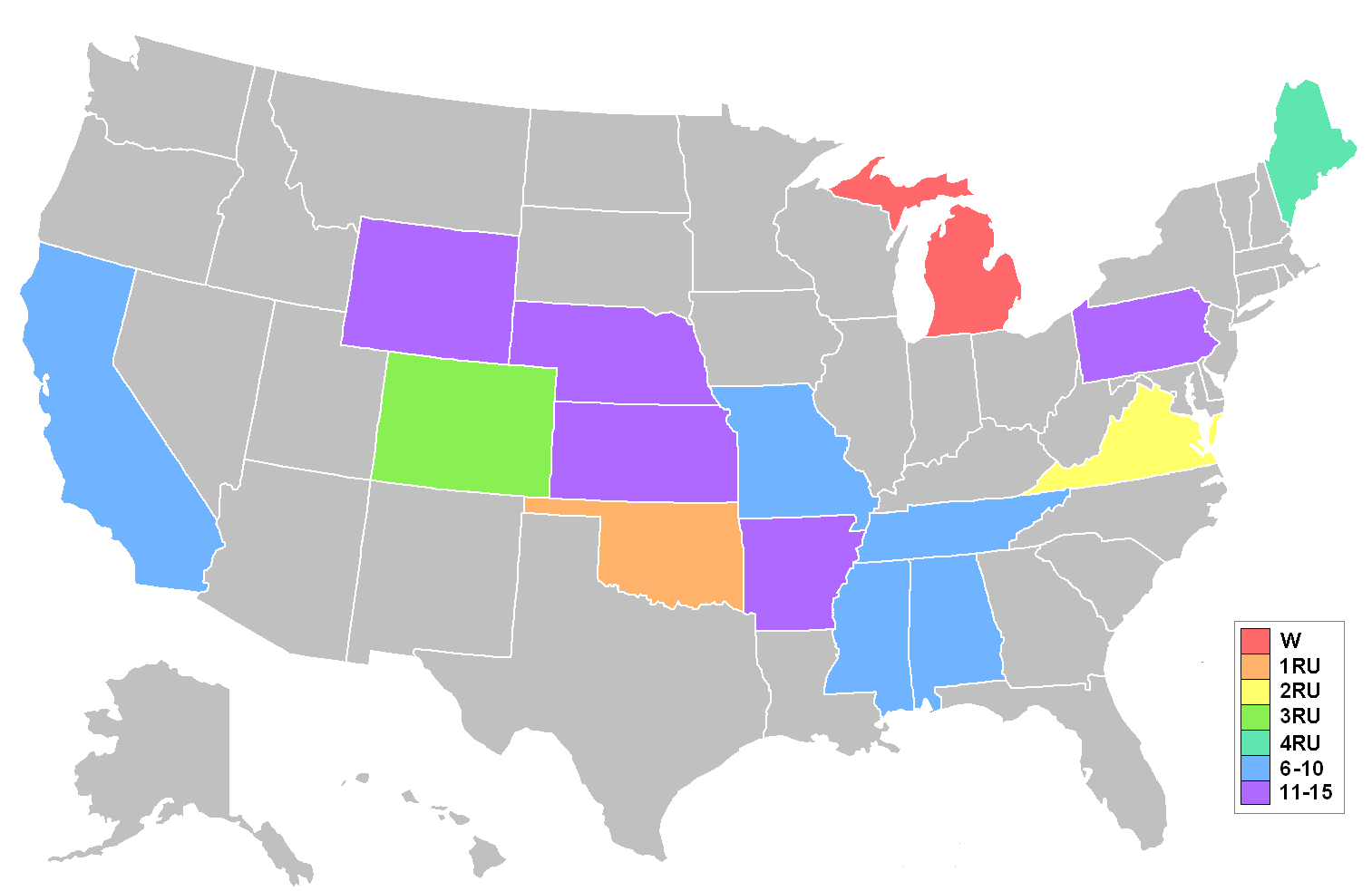
Egyes államok helyezése 2010-ben

| 2. helyezett  | - Oklahoma – Morgan Woolard |
| 3. helyezett  | - Virginia – Samantha Casey |
| 4. helyezett  | - Colorado – Jessica Hartman |
| 5. helyezett  | - Maine – Katie Whittier |
| Top 10        | - Tennessee – Tucker Perry - Alabama – Audrey Moore - Mississippi – Breanne Ponder - California – Nicole Johnson - Missouri – Ashley Strohmier   |
| Top 15        | - Wyoming – Claire Schreiner - Pennsylvania – Gina Cerilli - Kansas – Bethany Gerber - Nebraska – Belinda Wright - Arkansas – Adrielle Churchill |

#### Különdíjak
- Miss Congeniality: Nebraska – Belinda Wright
- Miss Photogenic: Alabama – Audrey Moore

### Versenyzők
| Állam                | Név                | Szülőhely        | Életkor | Magasság | Helyezés      | Különdíj          |
| -------------------- | ------------------ | ---------------- | ------- | -------- | ------------- | ----------------- |
| Alabama              | Audrey Moore       | Birmingham       | 20      | 173      | Top 10        | Miss Photogenic   |
| Alaska               | Sarah Temple       | Eagle River      | 21      | 183      |               |                   |
| Arizona              | Brittany Bell      | Chandler         | 22      | 173      |               |                   |
| Arkansas             | Adrielle Churchill | Dover            | 24      | 173      | Top 15        |                   |
| California           | Nicole Johnson     | Westlake Village | 24      | 170      | Top 10        |                   |
| Colorado             | Jessica Hartman    | Pueblo           | 19      | 178      | 4. helyezett  |                   |
| Connecticut          | Ashley Bickford    | Torrington       | 25      | 173      |               |                   |
| Delaware             | Julie Citro        | Wilmington       | 26      | 173      |               |                   |
| District of Columbia | MacKenzie Green    | Washington, D.C. | 21      | 180      |               |                   |
| Florida              | Megan Clementi     | Orlando          | 26      | 168      |               |                   |
| Georgia              | Cassady Lance      | Savannah         | 25      | 173      |               |                   |
| Hawaii               | Renee Nobriga      | Haleiwa          | 26      | 178      |               |                   |
| Idaho                | Jessca Hellwinkel  | Boise            | 19      | 170      |               |                   |
| Illinois             | Ashley Bradarich   | Homer Glen       | 24      | 173      |               |                   |
| Indiana              | Allison Biehle     | North Vernon     | 21      | 168      |               |                   |
| Iowa                 | Katherine Connors  | Bettendorf       | 20      | 173      |               |                   |
| Kansas               | Bethany Gerber     | Winfield         | 21      | 177      | Top 15        |                   |
| Kentucky             | Kindra Clark       | Mount Washington | 20      | 168      |               |                   |
| Louisiana            | Sara Brooks        | Lafayette        | 22      | 173      |               |                   |
| Maine                | Katie Whittier     | New Gloucester   | 26      | 186      | 5. helyezett  |                   |
| Maryland             | Simone Feldman     | North Potomac    | 23      | 177      |               |                   |
| Massachusetts        | Lacey Wilson       | Boston           | 26      | 178      |               |                   |
| Michigan             | Rima Fakih         | Dearborn         | 24      | 173      | MISS USA 2010 |                   |
| Minnesota            | Courtney Basara    | Duluth           | 20      | 177      |               |                   |
| Mississippi          | Breanne Ponder     | Mount Olive      | 20      | 170      | Top 10        |                   |
| Missouri             | Ashley Strohmier   | Jefferson City   | 21      | 173      | Top 10        |                   |
| Montana              | Annie Anseth       | Montana          | 20      | 166      |               |                   |
| Nebraska             | Belinda Wright     | Scotia           | 21      | 168      | Top 15        | Miss Congeniality |
| Nevada               | Julianna Erdesz    | Reno             | 25      | 173      |               |                   |
| New Hampshire        | Nicole Houde       | Manchester       | 24      | 170      |               |                   |
| New Jersey           | Chenoa Greene      | Atco             | 24      | 180      |               |                   |
| New Mexico           | Rosanne Aguilar    | Sunland Park     | 24      | 173      |               |                   |
| New York             | Davina Reeves      | Harlem           | 26      | 177      |               |                   |
| North Carolina       | Nadia Moffett      | High Point       | 22      | 170      |               |                   |
| North Dakota         | Taylor Kearns      | Fargo            | 20      | 170      |               |                   |
| Ohio                 | Amanda Tempel      | St. Bernard      | 20      | 178      |               |                   |
| Oklahoma             | Morgan Woolard     | Moore            | 21      | 177      | 2. helyezett  |                   |
| Oregon               | Kate Paul          | Mitchell         | 24      | 166      |               |                   |
| Pennsylvania         | Gina Cerilli       | Greensburg       | 24      | 173      | Top 15        |                   |
| Rhode Island         | Kristina Primavera | Narragansett     | 23      | 177      |               |                   |
| South Carolina       | Rachel Law         | Greenville       | 21      | 173      |               |                   |
| South Dakota         | Emily Miller       | Irene            | 22      | 173      |               |                   |
| Tennessee            | Tucker Perry       | Franklin         | 21      | 178      | Top 10        |                   |
| Texas                | Kelsey Moore       | El Paso          | 19      | 186      |               |                   |
| Utah                 | Katya Feinstein    | Centerville      | 20      | 173      |               |                   |
| Vermont              | Nydelis Ortiz      | Essex            | 20      | 168      |               |                   |
| Virginia             | Samantha Casey     | Jeffersonton     | 21      | 177      | 3. helyezett  |                   |
| Washington           | Tracy Turnure      | Seattle          | 24      | 185      |               |                   |
| West Virginia        | Erica Goldsmith    | Mineral Wells    | 23      | 164      |               |                   |
| Wisconsin            | Courtney Lopez     | Racine           | 20      | 170      |               |                   |
| Wyoming              | Claire Schreiner   | Gillette         | 23      | 173      | Top 15        |                   |

#### Galéria

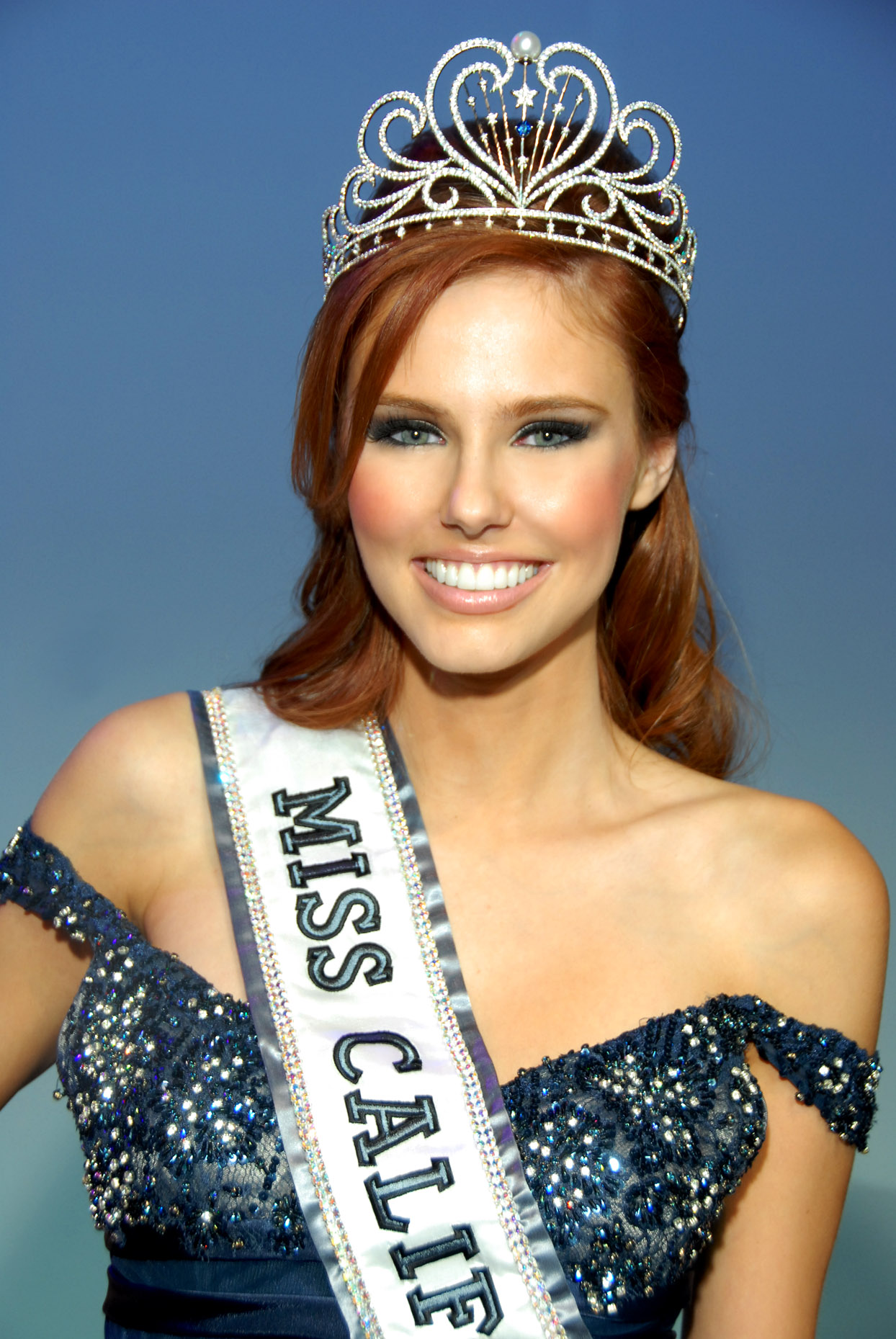
Alyssa Campanella Miss California USA
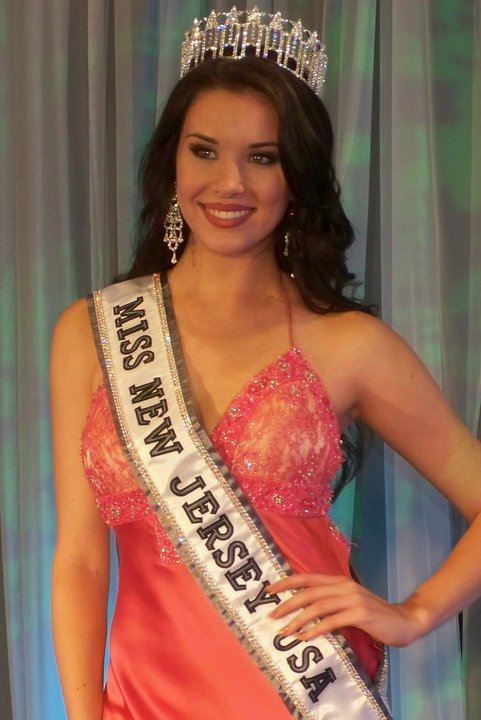
Julianna White Miss New Jersey USA

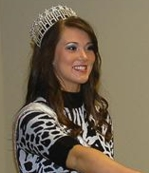
Allison Biehle Miss Indiana USA
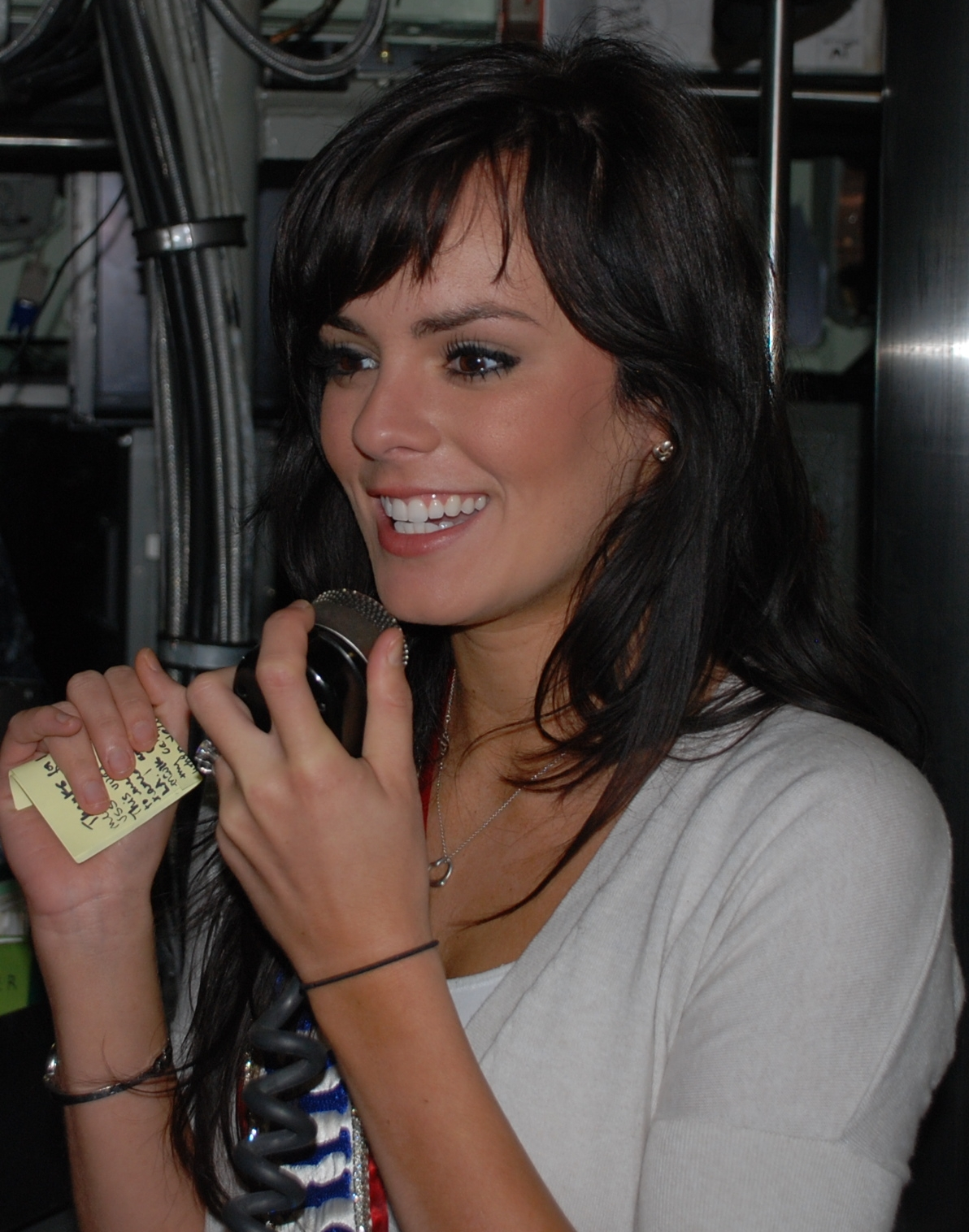
Sara Brooks Miss Louisiana USA
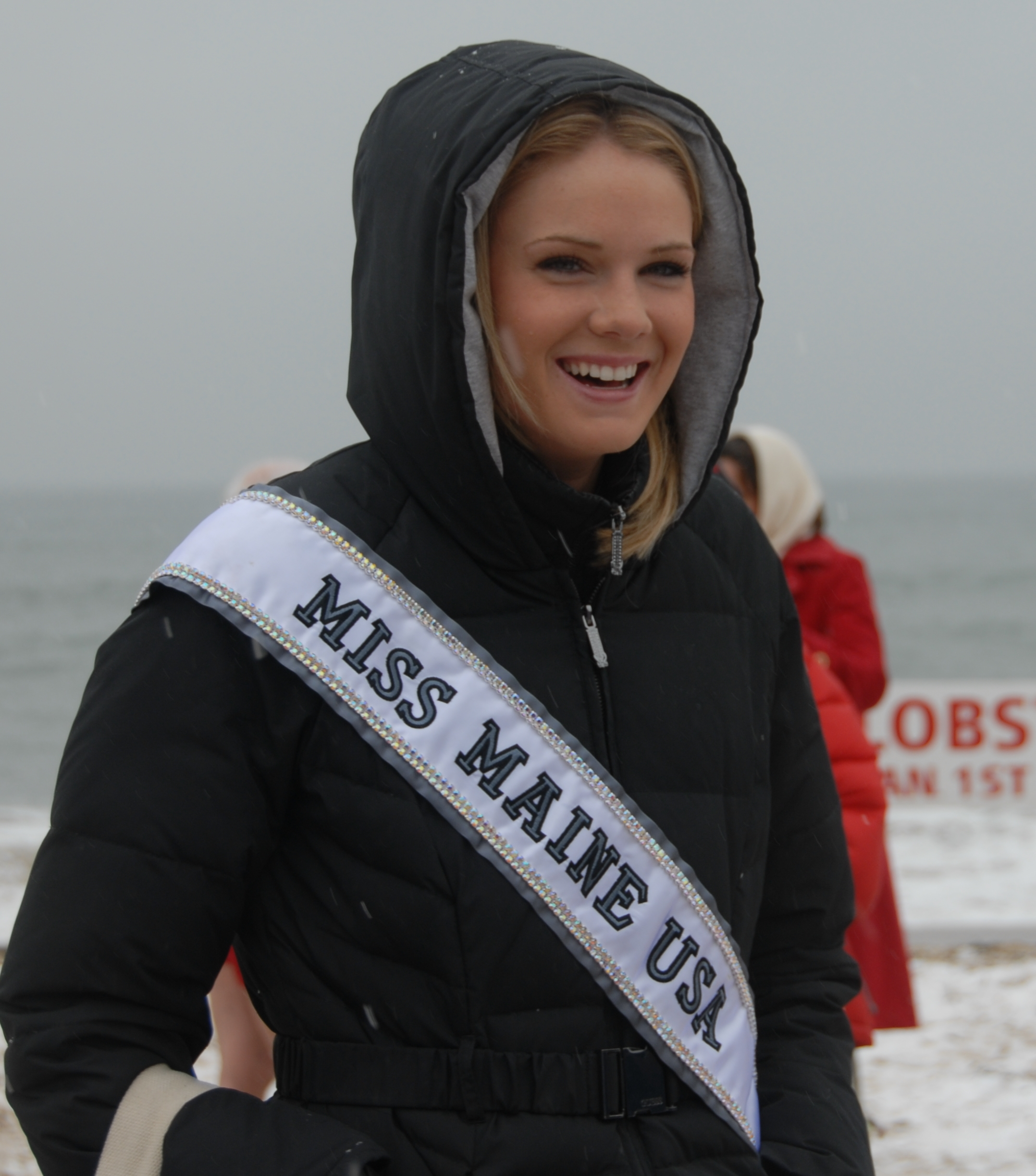
Katie Whittier Miss Maine USA
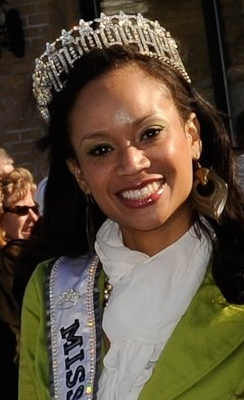
Chenoa Greene Miss New Jersey USA
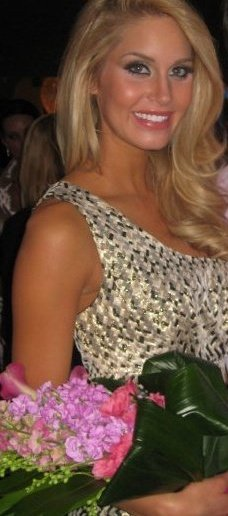
Morgan Woolard Miss Oklahoma USA

### Zsűri
A május 12-én tartott elődöntőnek (Preliminary competition vagy Presentation Show) külön zsűrije volt. Az elődöntő zsűrijének a feladata az 51 versenyző közül a 15 továbbjutó kiválasztása, míg a döntő zsűrije a továbbjutó 15-ből választotta ki a győztest.
Az elődöntő zsűrije:
- Billie Causieestko
- Chip Lightman
- Colleen Grillo
- Guy McCarter
- Leigh Rossini
- Rich Thurber
- Scott Lochmus

A döntő zsűrije:
- Carmelo Anthony – kosárlabda-játékos, olimpiai bajnok
- Tara Conner – Miss USA 2006
- Paula Deen – séf és gasztronómiai szakíró
- Oscar Nuñez – színész
- Phil Ruffin – üzletember
- Suze Yalof-Schwart – a Glamour divatmagazin szerkesztője
- Melania Trump – modell, Donald Trump felesége
- Johnny Weir – műkorcsolya-bajnok és olimpikon

## 2011
A 2011. évi, 60. Miss USA verseny döntőjét június 19-én rendezték meg Nevadában, Las Vegasban, a Planet Hollywood Resort and Casinóban. Az elődöntőt június 15-én tartották, amikor eldőlt, kik a továbbjutók. A verseny történetében először, a 15 továbbjutó közül egynek a kilétét nem a zsűri, hanem a verseny honlapján online szavazók döntötték el.

### Eredmények
Sportfogadási oldalak szerint Kalifornia (3:1) és Dél-Karolina (4:1) versenyzője volt a legesélyesebb a cím elnyerésére. A versenyt Kalifornia nyerte meg.

#### Végeredmény
| Végeredmény   | Versenyző |
| ------------- | --- |
| Miss USA 2011 | - Kalifornia – Alyssa Campanella |
| 2. helyezett  | - Oklahoma – Ashley Durham |
| 3. helyezett  | - Alabama – Madeline Mitchell |
| 4. helyezett  | - Texas – Ana Rodriguez |
| Top 8         | - Hawaii – Angela Byrd - Maine – Ashley Lynn Marble - Maryland – Allyn Rose - Dél-Karolina – Courtney Hope Turner |
| Top 16        | - Arizona – Brittany Dawn Brannon - Florida – Lisette Garcia - Georgia – Kaylin Reque - Indiana – Jillian Wunderlich - Missouri – Hope Driskill - Új-Mexikó – Brittany Toll - New York – Amber Marie Collins - Utah – Jamie Crandall |

#### Különdíjak
- Miss Congeniality: Kentucky – Kia Hampton
- Miss Photogenic: Arizona – Brittany Brannon

### Versenyzők
A döntőn az Egyesült Államok 50 állama és District of Columbia versenyzője vesz részt.
| Állam                | Név                  | Szülőhely       | Életkor | Magasság | Helyezés | Különdíj |
| -------------------- | -------------------- | --------------- | ------- | -------- | -------- | -------- |
| Alabama              | Madeline Mitchell    | Russellville    | 22      | 5'8"     |          |          |
| Alaska               | Jessica Chuckran     | Anchorage       | 24      | 5'9"     |          |          |
| Arizona              | Brittany Brannon     | Paradise Valley | 22      | 5'5"     |          |          |
| Arkansas             | Lakynn McBride       | White Hall      | 20      | 5'8"     |          |          |
| California           | Alyssa Campanella    | Los Angeles     | 21      | 5'8"     |          |          |
| Colorado             | Blair Griffith       | Denver          | 23      | 5'6"     |          |          |
| Connecticut          | Regina Turner        | Hartford        | 21      | 5'8"     |          |          |
| Delaware             | Katie Hanson         | Newark          | 20      | 5'9"     |          |          |
| District of Columbia | Heather Swann        | Washington      | 23      | 5'7"     |          |          |
| Florida              | Lissette Garcia      | Miami           | 26      | 5'11"    |          |          |
| Georgia              | Kaylin Reque         | Suwanee         | 22      | 5'9"     |          |          |
| Hawaii               | Angela Byrd          | Honolulu        | 23      | 5'10"    |          |          |
| Idaho                | Erza Haliti          | Meridian        | 20      | 5'7"     |          |          |
| Illinois             | Angela Sparrow       | Chicago         | 25      | 5'6"     |          |          |
| Indiana              | Jillian Wunderlich   | Kokomo          | 20      | 5'6"     |          |          |
| Iowa                 | Rebecca Goldsmith    | Chariton        | 26      | 5'9"     |          |          |
| Kansas               | Jaymie Stokes        | Lenexa          | 20      | 5'11"    |          |          |
| Kentucky             | Kia Hampton          | Louisville      | 22      | 5'5"     |          |          |
| Louisiana            | Page Pennock         | Shreveport      | 21      | 5'10"    |          |          |
| Maine                | Ashley Marble        | Topsfield       | 27      | 5'10"    |          |          |
| Maryland             | Allyn Rose           | Newburg         | 23      | 5'9"     |          |          |
| Massachusetts        | Alida D'Angona       | Bolton          | 24      | 5'8"     |          |          |
| Michigan             | Channing Pierce      | Royal Oak       | 24      | 5'9"     |          |          |
| Minnesota            | Brittany Thelemann   | Plymouth        | 24      | 5'9"     |          |          |
| Mississippi          | Keeley Patterson     | Starkville      | 20      | 5'8"     |          |          |
| Missouri             | Hope Driskill        | Jefferson City  | 21      | 5'9"     |          |          |
| Montana              | Brittany Wiser       | Bozeman         | 23      | 5'9"     |          |          |
| Nebraska             | Haley Herold         | Omaha           | 23      | 5'7"     |          |          |
| Nevada               | Sarah Chapman        | Henderson       | 27      | 5'10"    |          |          |
| New Hampshire        | LacyJane Folger      | Farmington      | 22      | 5'6"     |          |          |
| New Jersey           | Julianna White       | Haddon Township | 22      | 5'7"     |          |          |
| New Mexico           | Brittany Toll        | Las Cruces      | 24      | 5'9"     |          |          |
| New York             | Amber Collins        | New York        | 26      | 5'9"     |          |          |
| North Carolina       | Brittany York        | Wilmington      | 21      | 5'6"     |          |          |
| North Dakota         | Brandi Schoenberg    | Bismarck        | 26      | 5'10"    |          |          |
| Ohio                 | Ashley Caldwell      | Gallipolis      | 24      | 5'8"     |          |          |
| Oklahoma             | Kaitlyn Smith        | Norman          | 22      | 5'8"     |          |          |
| Oregon               | Anna Prosser         | Portland        | 26      | 5'9"     |          |          |
| Pennsylvania         | Amber Watkins        | Philadelphia    | 26      | 5'7"     |          |          |
| Rhode Island         | Kate McCaughey       | Lincoln         | 23      | 5'4"     |          |          |
| South Carolina       | Courtney Turner      | North Augusta   | 21      | 5'7"     |          |          |
| South Dakota         | Chandra Burnham      | Highmore        | 23      | 5'4"     |          |          |
| Tennessee            | Ashley Durham        | Adamsville      | 21      | 5'9"     |          |          |
| Texas                | Ana Rodriguez        | Laredo          | 25      | 5'8"     |          |          |
| Utah                 | Jamie Crandall       | Salt Lake City  | 23      | 5'8"     |          |          |
| Vermont              | Lauren Carter        | Burlington      | 21      | 5'8"     |          |          |
| Virginia             | Nikki Poteet         | Richmond        | 24      | 5'10"    |          |          |
| Washington           | Angelina Kayyalaynen | Vancouver       | 21      | 5'8"     |          |          |
| West Virginia        | Whitney Veach        | Petersburg      | 24      | 5'5"     |          |          |
| Wisconsin            | Jordan Morkin        | Oneida          | 20      | 5'5"     |          |          |
| Wyoming              | Kaitlyn Davis        | Laramie         | 20      | 5'9"     |          |          |

#### Galéria
- Alyssa Campanella
Miss California USA
- Julianna White
Miss New Jersey USA

### Zsűri
Az elődöntő zsűrije:
- BJ Coleman
- Brian Fitterer
- Christie Bear
- Fred Nelson
- Lauren Ivester
- Mark Rogers
- Valerie Nome
- Wayne Bernath

A döntő zsűrije:
- Tyson Chandler, kosárlabdázó
- Rocco DiSpirito, sztárszakács
- Mariel Hemingway, színésznő és író
- Penn Jillette, komikus
- Lil Jon, rapper
- Caroline Manzo, televíziós személyiség
- Suzi Weiss-Fischmann, üzletasszony

## 2012
A 2012. évi versenyt az év nyarán fogják megrendezni.

### Versenyzők
A döntőn az Egyesült Államok 50 állama és District of Columbia versenyzője vesz részt.
| Állam   | Név             | Életkor | Magasság | Helyezés | Különdíj |
| ------- | --------------- | ------- | -------- | -------- | -------- |
| Florida | Karina Baez     | 23      |          |          |          |
| Texas   | Brittany Booker |         |          |          |          |

## 2013
A 2013. évi versenyt az év nyarán fogják megrendezni.

### Versenyzők
A döntőn az Egyesült Államok 50 állama és District of Columbia versenyzője vesz részt.
| Állam                | Név                  | Életkor | Magasság | Helyezés | Különdíj |
| -------------------- | -------------------- | ------- | -------- | -------- | -------- |
| Alabama              | Mary Margaret McCord | 23      |          |          |          |
| Alaszka              | Melissa McKinney     | 26      |          |          |          |
| Arizona              | Rachel Massie        | 20      |          |          |          |
| Arkansas             | Hannah Billingsley   | 22      |          |          |          |
| California           | Mabelynn Capeluj     | 21      |          |          |          |
| Colorado             | Amanda Wiley         | 25      |          |          |          |
| Connecticut          | Erin Brady           | 25      |          |          |          |
| Delaware             | Rachel Baiocco       | 22      |          |          |          |
| District of Columbia | Jessica Frith        | 26      |          |          |          |
| Florida              | Michelle Aguirre     | 20      |          |          |          |
| Georgia              | Britanny Sharp       | 22      |          |          |          |
| Hawaii               | Brianna Acosta       | 21      |          |          |          |
| Idaho                | Marissa Wickland     | 21      |          |          |          |
| Illinois             | Stacie Juris         | 22      |          |          |          |
| Indiana              | Emily Hart           | 26      |          |          |          |
| Iowa                 | Richelle Orr         | 20      |          |          |          |
| Kansas               | Staci Klinginsmith   | 26      |          |          |          |
| Kentucky             | Alie Leggett         | 19      |          |          |          |
| Louisiana            | Kristen Girault      | 22      |          |          |          |
| Maine                | Ali Clair            | 24      |          |          |          |
| Maryland             | Kasey Staniszewski   | 21      |          |          |          |
| Massachusetts        | Sarah Kidd           | 20      |          |          |          |
| Michigan             | Jaclyn Schultz       | 24      |          |          |          |
| Minnesota            | Danielle Hooper      | 20      |          |          |          |
| Mississippi          | Paromita Mitra       | 21      |          |          |          |
| Missouri             | Ellie Holtman        | 20      |          |          |          |
| Montana              | Kacie West           | 24      |          |          |          |
| Nebraska             | Ellie Lorenzen       | 22      |          |          |          |
| Nevada               | Chelsea Caswell      | 23      |          |          |          |
| New Hampshire        | Amber Faucher        | 22      |          |          |          |
| New Jersey           | Libell Duran         | 22      |          |          |          |
| New Mexico           | Kathleen Danzer      | 24      |          |          |          |
| New York             | Joanne Nosuchinsky   | 24      |          |          |          |
| North Carolina       | Ashley Love-Mills    | 24      |          |          |          |
| North Dakota         | Stephanie Erickson   | 23      |          |          |          |
| Ohio                 | Kristin Smith        | 21      |          |          |          |
| Oklahoma             | Mackenzie Muse       | 20      |          |          |          |
| Oregon               | Gabrielle Neilan     | 22      |          |          |          |
| Pennsylvania         | Jessica Billings     | 26      |          |          |          |
| Rhode Island         | Britanny Stenovitch  | 19      |          |          |          |
| South Carolina       | Megan Princkney      | 21      |          |          |          |
| South Dakota         | Jessica Albers       | 27      |          |          |          |
| Tennessee            | Brenna Mader         | 26      |          |          |          |
| Texas                | Ali Nugent           | 20      |          |          |          |
| Utah                 | Marissa Powell       | 20      |          |          |          |
| Vermont              | Sarah Westbrook      | 25      |          |          |          |
| Virginia             | Shannon McAnally     | 25      |          |          |          |
| Washington           | Cassandra Searles    | 24      |          |          |          |
| West Virginia        | Chelsea Welch        | 22      |          |          |          |
| Wisconsin            | Chrissy Zamora       | 26      |          |          |          |
| Wyoming              | Courtney Gifford     | 24      |          |          |          |

## Videók
- YouTube - OfficialMissUSA csatornája. youtube.com, 2011 [last update]. (Hozzáférés: 2011. június 15.)
- YouTube - Miss USA 2011 Elődöntő: Bemutatkozás. youtube.com, 2011 [last update]. (Hozzáférés: 2011. június 19.)
- YouTube - Miss USA 2011 Elődöntő: Fürdőruhás forduló (Alabama-Maine). youtube.com, 2011 [last update]. (Hozzáférés: 2011. június 19.)
- YouTube - Miss USA 2011 Elődöntő: Fürdőruhás forduló (Georgia-New Hampshire). youtube.com, 2011 [last update]. (Hozzáférés: 2011. június 19.)
- YouTube - Miss USA 2011 Elődöntő: Fürdőruhás forduló: (New Jersey-Wyoming). youtube.com, 2011 [last update]. (Hozzáférés: 2011. június 19.)
- YouTube - Miss USA 2011 Elődöntő: Estélyi ruhás forduló (Alabama-Louisiana). youtube.com, 2011 [last update]. (Hozzáférés: 2011. június 19.)
- YouTube - Miss USA 2011 Elődöntő: Estélyi ruhás forduló (Maryland-New Hampshire). youtube.com, 2011 [last update]. (Hozzáférés: 2011. június 19.)
- YouTube - Miss USA 2011 Elődöntő: Estélyi ruhás forduló (New Jersey-Wyoming). youtube.com, 2011 [last update]. (Hozzáférés: 2011. június 19.)

## Fordítás
Ez a szócikk részben vagy egészben  a   Miss USA 2010 című angol Wikipédia-szócikk ezen változatának fordításán alapul.  Az eredeti cikk szerkesztőit annak laptörténete sorolja fel. Ez a jelzés csupán a megfogalmazás eredetét és a szerzői jogokat jelzi, nem szolgál a cikkben szereplő információk forrásmegjelöléseként.
Ez a szócikk részben vagy egészben  a   Miss USA 2011 című angol Wikipédia-szócikk ezen változatának fordításán alapul.  Az eredeti cikk szerkesztőit annak laptörténete sorolja fel. Ez a jelzés csupán a megfogalmazás eredetét és a szerzői jogokat jelzi, nem szolgál a cikkben szereplő információk forrásmegjelöléseként.